# Landessozialgericht Mecklenburg-Vorpommern

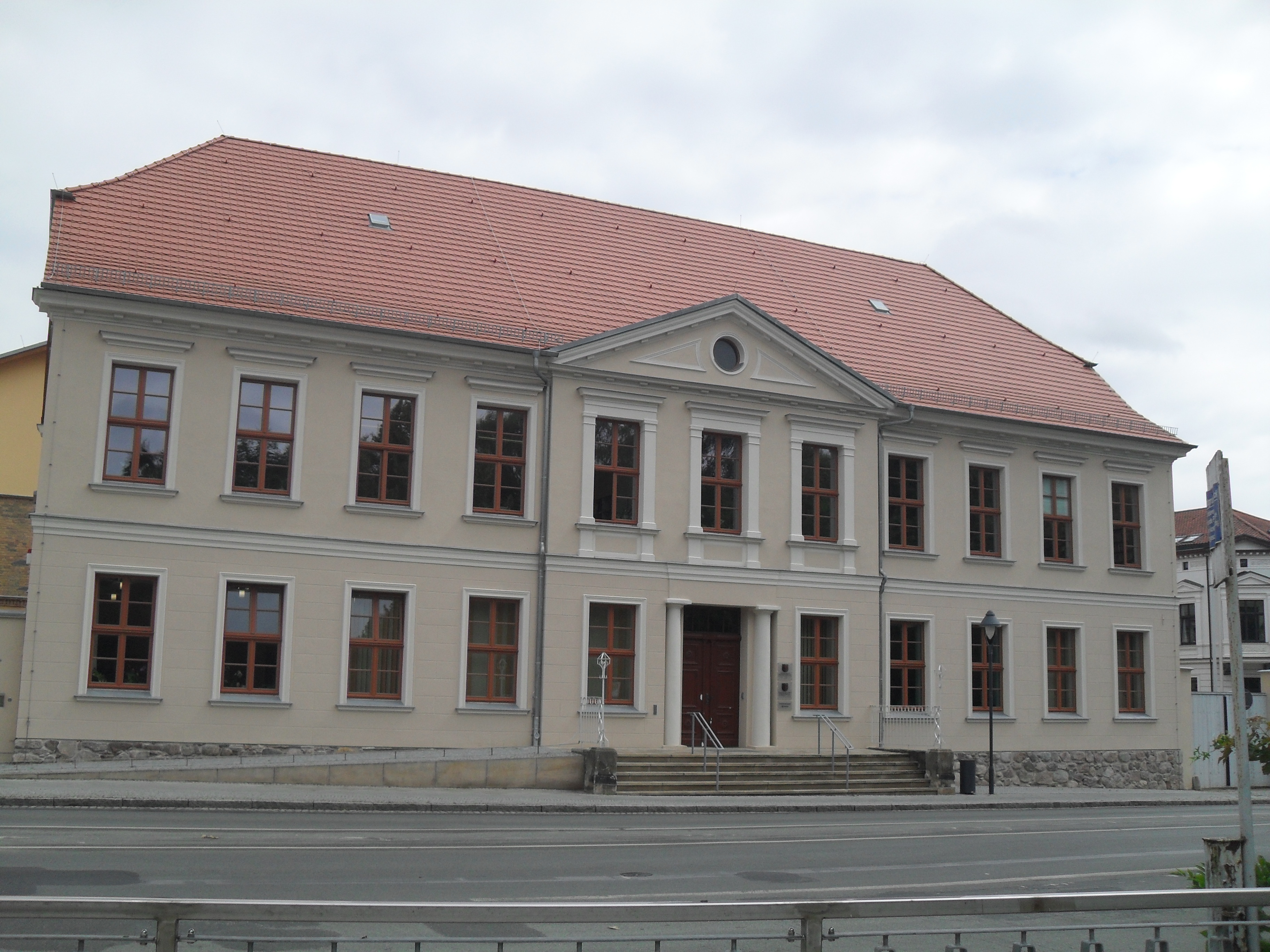
Hauptgebäude des LSG M–V und der Zweigstelle des AG Waren (Müritz) in Neustrelitz

Das Landessozialgericht Mecklenburg-Vorpommern ist das Landessozialgericht (LSG) des Landes Mecklenburg-Vorpommern. Als erste Frau war Birgit Freund von 2009 bis 2019 Präsidentin des Gerichts. Ihr Nachfolger ist Axel Wagner.

## Gerichtssitz und -bezirk
Der Sitz des LSG M–V wurde im Rahmen der Gerichtsstrukturreform am 2. März 2015 von Neubrandenburg nach Neustrelitz verlegt. Das Landessozialgericht befindet sich hier zusammen mit der Zweigstelle Neustrelitz des Amtsgerichts Waren (Müritz) im denkmalgeschützten Gebäudekomplex Tiergartenstraße 5 / Ecke Töpferstraße 13a. Der straßenseitige öffentliche Zugang zu den Gerichten ist am Hauptgebäude Tiergartenstraße 5 entsprechend beschildert.
Der Gerichtsbezirk umfasst die Bezirke der zugehörigen Sozialgerichte und somit das gesamte Gebiet des Bundeslandes mit mehr als 1,6 Millionen Einwohnern.

## Gebäude
Im Gebäude Töpferstraße 13a befand sich vor Umwandlung in eine Zweigstelle des AG Waren (Müritz) das Amtsgericht Neustrelitz. Das Gebäude war 1865 als Großherzogliches Landgericht mit Gerichtssaal gemeinsam mit dem dazugehörigen Gefängnisbau im Hof nach Plänen von Friedrich Wilhelm Buttel errichtet worden.
Das Gebäude Tiergartenstraße 5 wurde im 18. Jahrhundert als Bürgerhaus erbaut, dann vom regierenden Herzog von Mecklenburg-Strelitz angekauft und zunächst als Militärverwaltungsgebäude, später als großherzogliche Bibliothek mit Geheimen Archiv und Museum (Aufbewahrungsort der als „Georgium“ bekannten großherzoglichen Münz- und Altertümersammlung) genutzt. Zu DDR-Zeiten befand sich im Gebäude eine Zweigstelle des Ministeriums für Staatssicherheit der DDR (MfS). Der vom MfS als Untersuchungshaftanstalt genutzte Gefängnisbau im Hof ist heute ein Erinnerungsort an diese Zeit. Schwarze Stelen mit entsprechender Beschriftung auf dem am Gebäude vorbeiführenden Fußweg weisen darauf hin.

Das Gebäude steht als ehem. Palais unter Denkmalschutz.
Das Landessozialgericht war zuvor in Neubrandenburg in einem denkmalgeschützten Gebäude in der Gerichtsstraße 10 untergebracht.

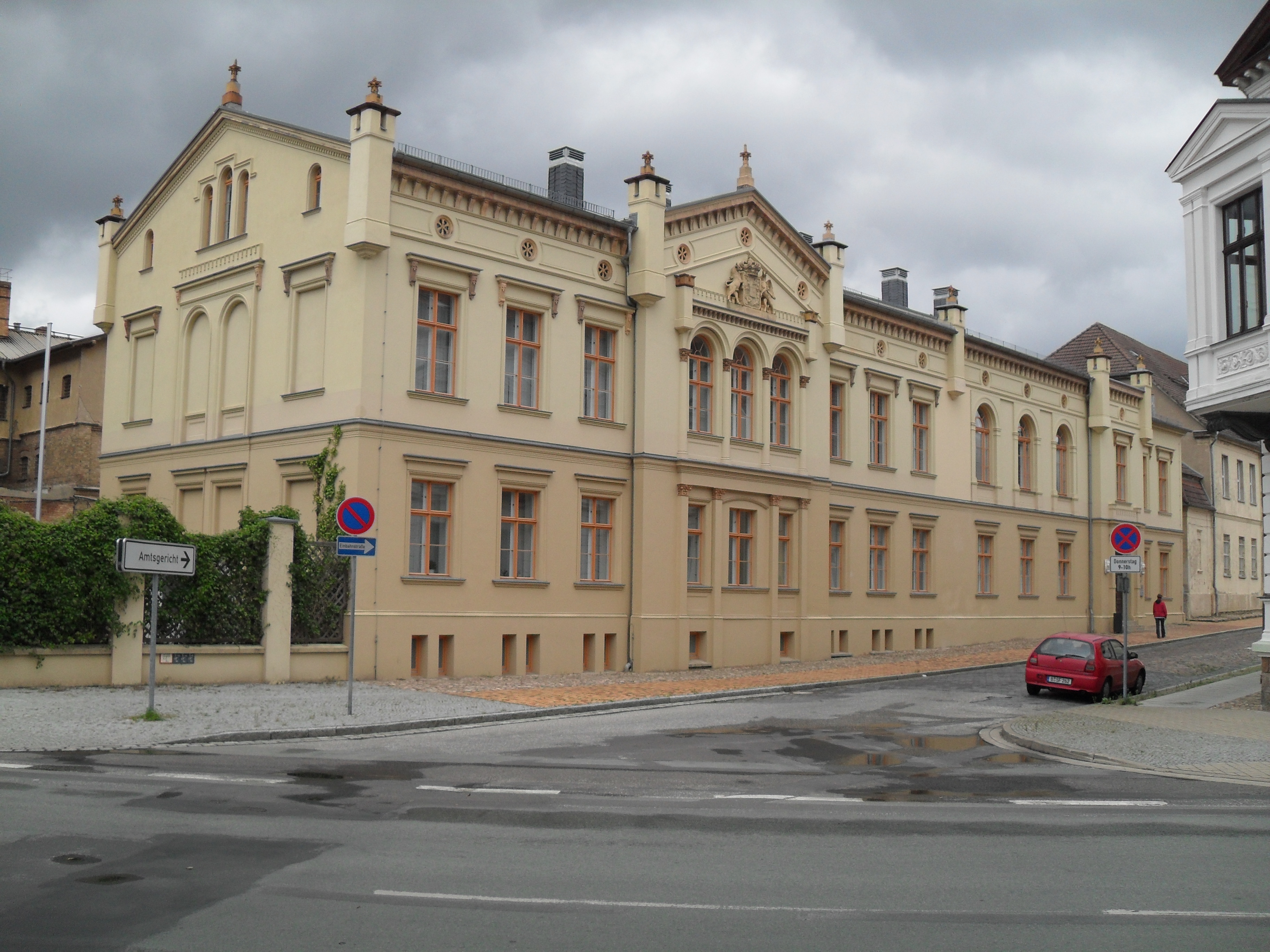
Gebäude des ehem. Großherzoglichen Landgerichts
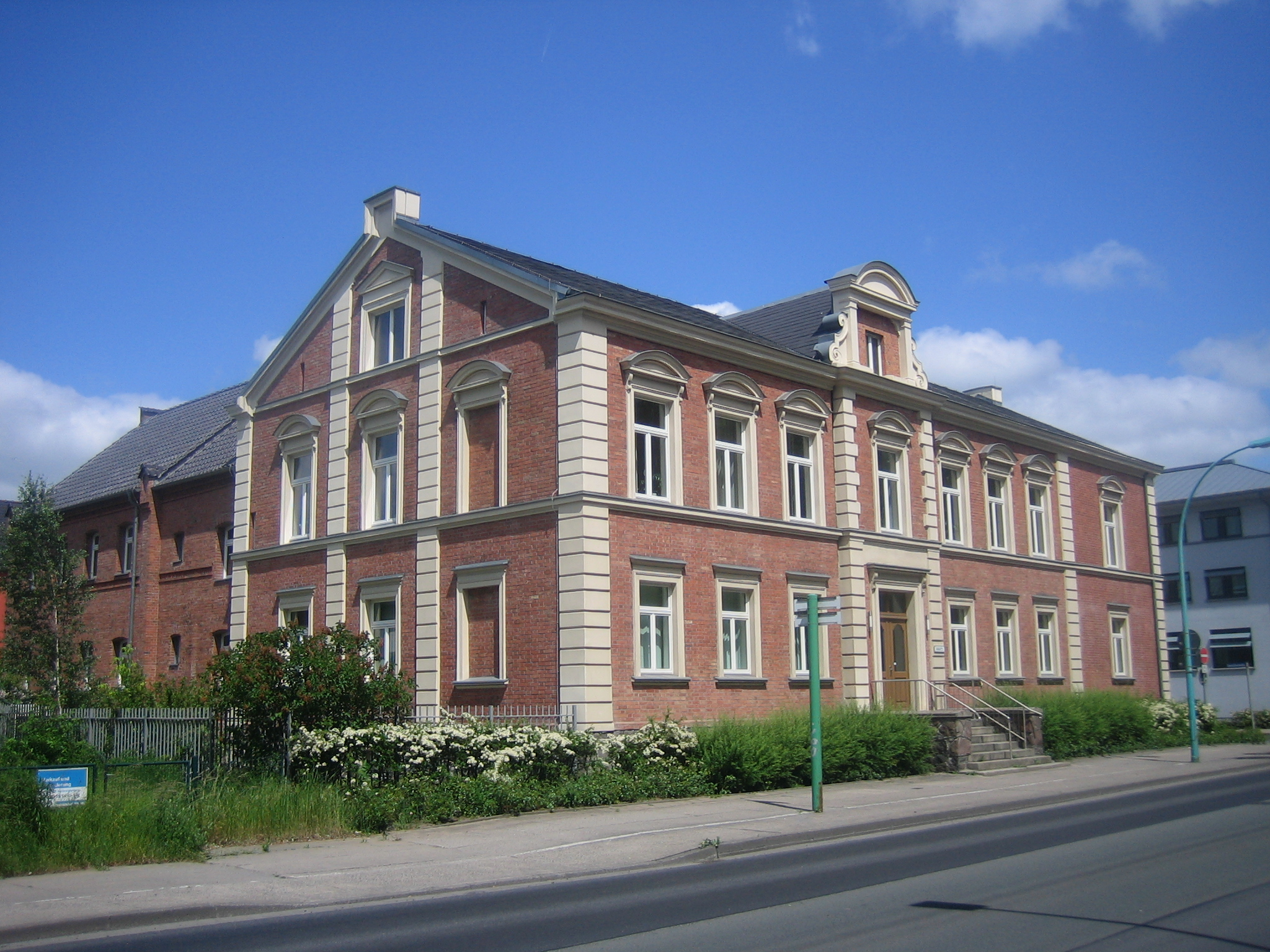
Gebäude des ehem. Landessozialgerichts in Neubrandenburg

## Über- und nachgeordnete Gerichte
Dem Landessozialgericht Mecklenburg-Vorpommern ist das Bundessozialgericht übergeordnet. Nachgeordnete Gerichte sind die Sozialgerichte Neubrandenburg, Rostock, Schwerin und Stralsund.

## Leitung
- Ab 1. Oktober 1992: Siegfried Wiesner, * 22. September 1940
- 31. August 2009–31. Dezember 2019: Birgit Freund
- Seit 24. Januar 2020: Axel Wagner.[7]